# Justice League: Chronicles
Justice League: Chronicles est un jeu vidéo d'action développé par Full Fat et édité par Midway Games, sorti en 2003 sur Game Boy Advance.
Le design graphique du jeu est basé sur celui de la série animée La Ligue des justiciers.
Il fait suite à Justice League: Injustice for All.

## Accueil
- IGN : 4/10[1]